# 이와하나촌
이와하나촌(일본어: 岩鼻村)은 일본 군마현 군마군에 설치되었던 촌이다. 현재의 다카사키시에 해당한다.